# Анасирма

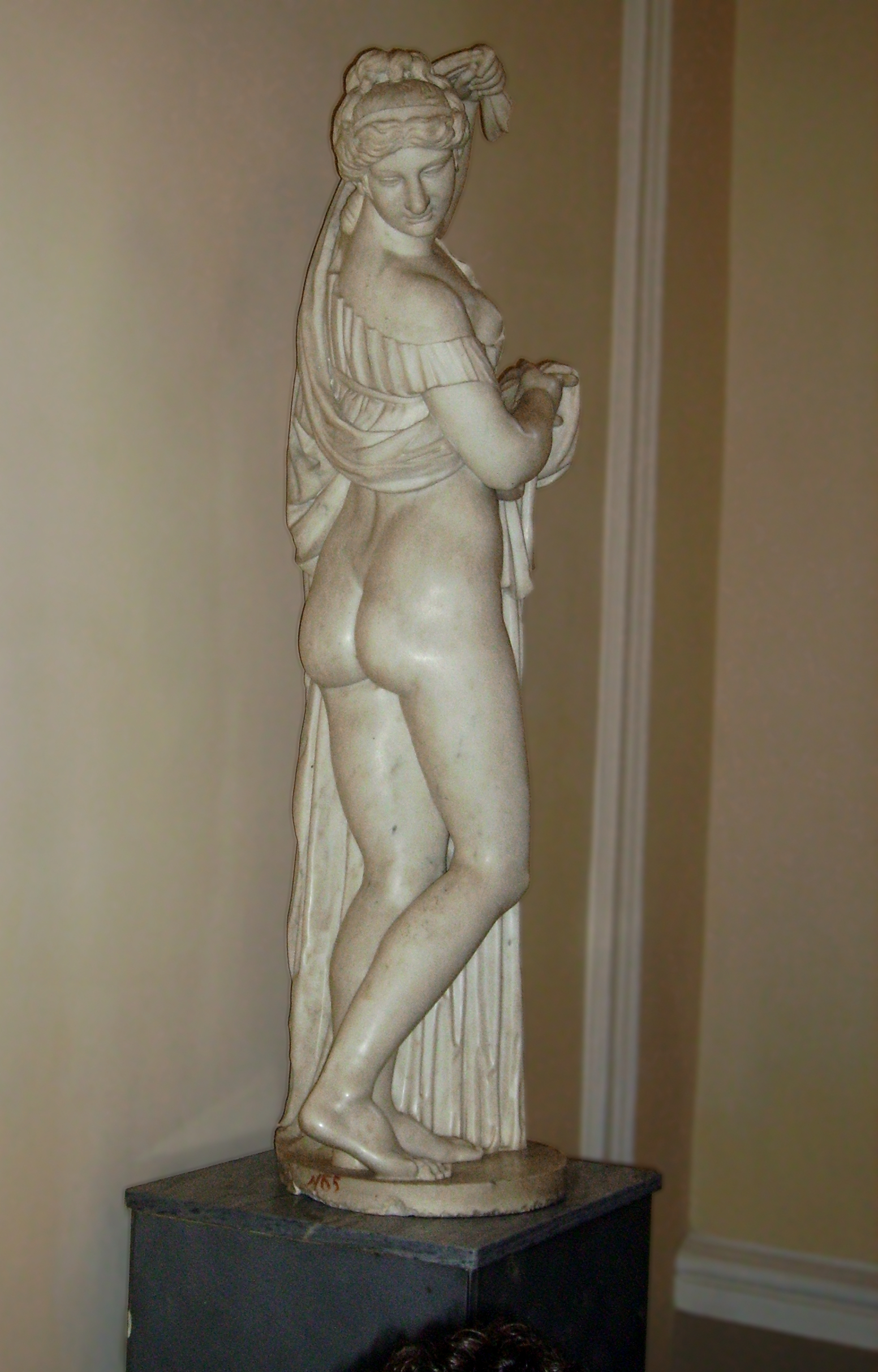
Копия эллинистической Афродиты Каллипиги в Эрмитаже в Санкт-Петербурге

Анасирма (др.-греч. ἀνάσυρμα, ἀνά ana «вверх, против, назад» и σύρμα syrma «юбка») — жест, заключающийся в подъеме юбки или килта. Он используется в религиозных ритуалах, в связи с эротизмом и непристойными шутками (см. баубо). Термин используется при описании произведений искусства. Анасирма отличается от обнажения ягодиц в эксгибиционизме, тем, что эксгибиционист стремится получить сексуальное возбуждение, тогда как анасирма делается только для воздействия на зрителей.
Анасирма являет собой фактически акт демонстрации гениталий, встречается в религии или произведениях искусства и состоит в том, что женщина показывает свое естество, однако не ради возбуждения:
- поднятие юбки для показа гениталий может иметь апотропеический эффект;
- в ходе военных сражений может вызвать страх у врага;
- может вызывать удивление, потом смех и освобождение от грусти.
- отражает нуминозные качества женских гениталий и той части половых органов, через которые происходит рождение;
- в некоторых культурах существует миф об эмоциональном исцелении благодаря анасирме.
- может быть намеренно провокационным обнажением, известный пример — Афродита Каллипига («Афродита с красивыми ягодицами»);
- во многих традициях этот жест — средство оградиться от сверхъестественного врага.

## Античная Греция

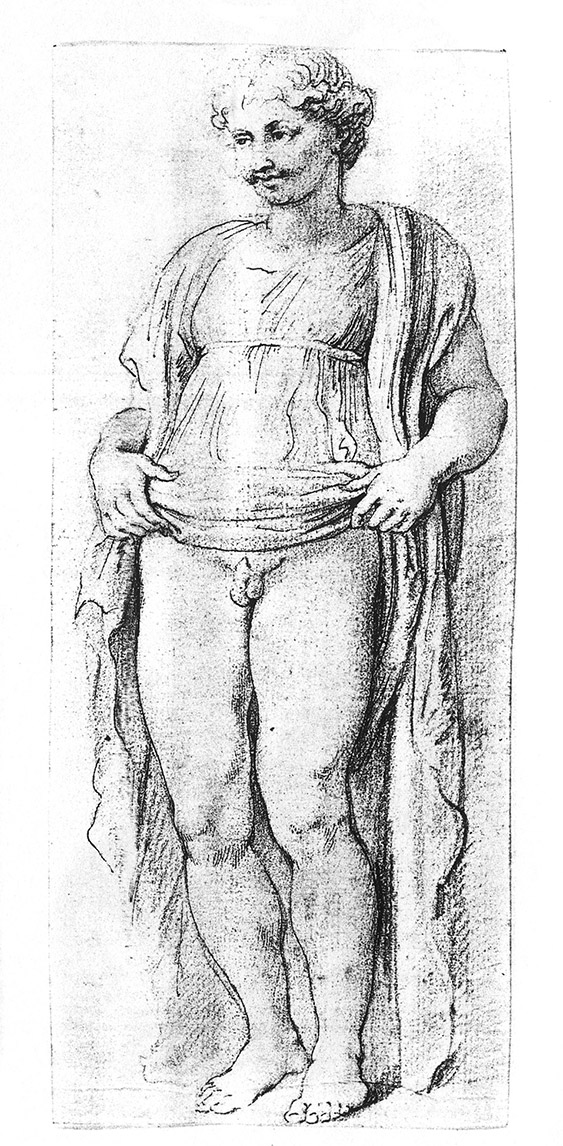
Ermafroditto anasyromenos. Набросок Рубенса.

Ритуальные шутки и обнажение естества были обычны в культах Деметры и Диониса и играют заметную роль в праздновании посвященных им Элевсинских мистерий. Мифограф Аполлодор говорит, что шутка Ямбы породила традицию ритуальных шуток на посвященном Деметре и Персефоне празднике Тесмофории. В других версиях мифа о Деметре богиню принимает старуха крона по имени Баубо, которая рассмешила ее обнажением в ритуальном жесте анасирма. Статуэтки из Приене, греческого города на западном побережье Малой Азии, называемые статуэтки «Баубо», изображают женское тело с головой совмещённой с нижней частью живота. Они появились по аналогии с фаллосами, украшенных глазами, ртом, а иногда и ногами, которые появляются на вазах и в виде статуэток.
Терракотовые гермафродитные статуэтки в позе anasyromenos с женской грудью и длинных одеяниях, поднятых чтобы обнажить мужские гениталии, находят от Сицилии до Лесбоса. Они датируются от позднего классического и раннего эллинистического периода. Однако поза anasyromenos появилась не в 4-м веке до нашей эры, она основана на более ранней восточной иконографической традиции для женских божеств. В древней литературе предполагают, что статуэтки изображают андрогинное кипрское божество Афродит (возможно, вариант Астарты), культ которого был завезен в материковую Грецию в период с 5 по 4 век до н. э. Считалось, что обнаженный фаллос обладает апотропеическими магическими способностями, предотвращает сглаз или инвидию и дарит удачу .

## Апотропеический эффект наготы
Многие исторические источники указывают, что анасирма имела драматический или сверхъестественный эффект — положительный или отрицательный. Плиний Старший писал, что обнаженная менструирующая женщина способна отпугивать град, ураганы и молнии. Если она раздевается догола и ходит по полю, то с колосьев пшеницы падают гусеницы, черви и жуки. Даже без менструации, лишь раздевшись, она способна успокоить шторм в море.

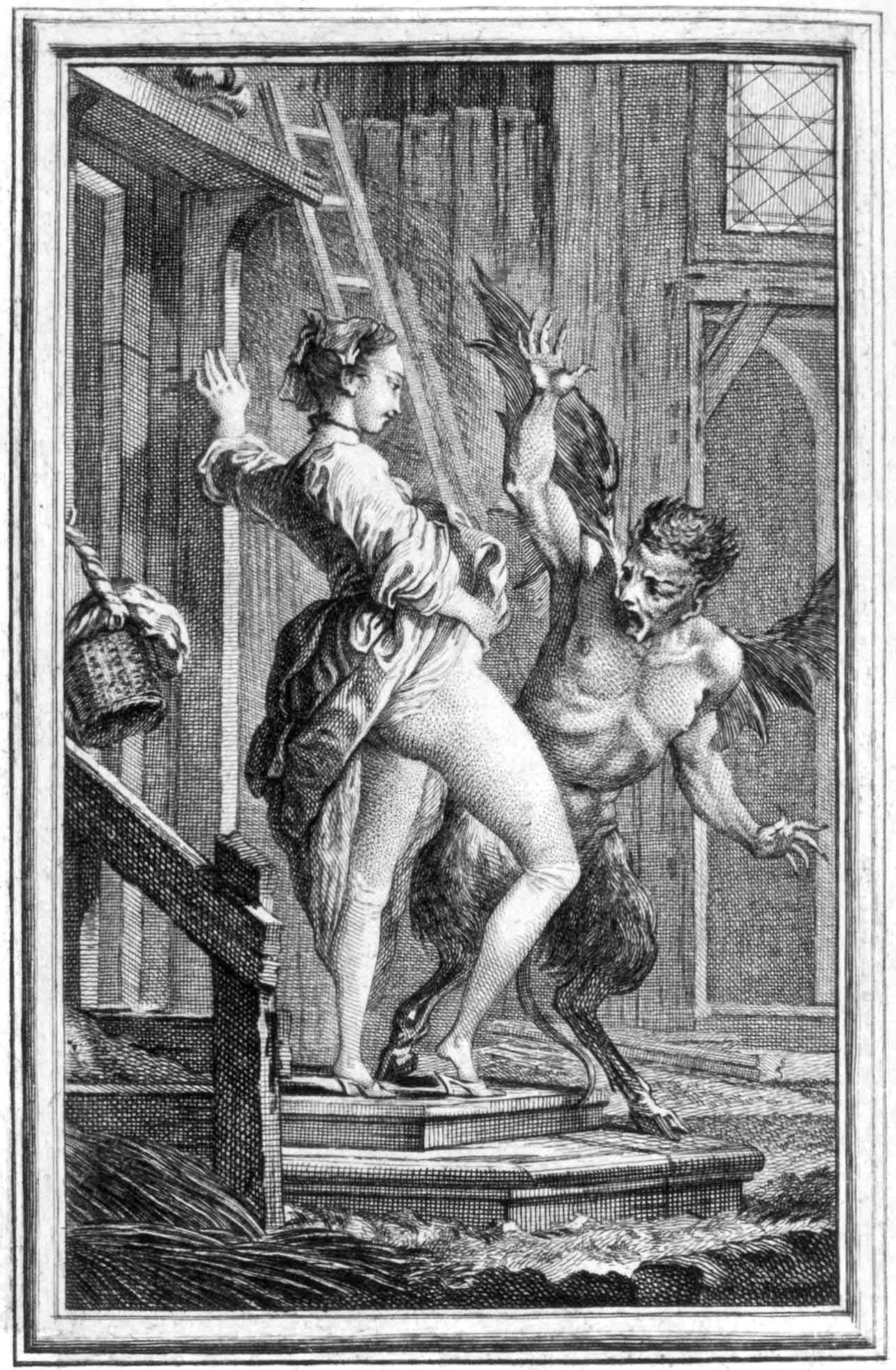
Иллюстрация к книге Лафонтена

По фольклорным преданиям, женщины задирали юбки, чтобы отогнать врагов в Ирландии и Китае. В статье из «The Irish Times» 23 сентября 1977 года сообщалось о потенциальном изнасиловании с участием нескольких мужчин, которое было предотвращено, когда женщина показала атакующим свои гениталии[уточнить]. Согласно балканскому фольклору, когда шел слишком сильный дождь, женщины бегали по полям и поднимали юбки, чтобы напугать богов и прекратить дождь. Снятие одежды воспринималось как приближение к природе, которое помогало общению со сверхъестественными сущностями. На иллюстрации к книге «Nouveaux Contes» Жана де Ла Фонтена (1674 г.) демон отпрянул при виде женщины с задранной юбкой. В средневековых церквях в Северной Европе и на Британских островах распространены резные фигурки шила-на-гиг, изображающие женщин с обнаженными гениталиями.
В некоторых странах Африки раздевающаяся и демонстрирующая себя женщина считается проклятием и средством отразить зло. Женщины дают жизнь, они могут ее и забрать. В некоторых частях Нигерии, наряду с некоторыми другими местами, женщины применяли данное проклятие только в исключительных обстоятельствах. Проклятые таким способом мужчины считаются мертвыми. Никто не готовит для них, не женится, не заключает с ними контракты и ничего у них не покупает. Проклятие распространяется и на иностранных мужчин, считается, что они станут импотентами или им будет причинен вред.
В Нигерии во время массовых акций протеста против нефтяной промышленности женщины прибегали к анасирме. Лейма Гбоуи использовала анасирму в акциях за мир во время Второй гражданской войны в Либерии. На Украине в 2020 году активистка движения Femen задрала юбку перед президентом страны В. А. Зеленским в знак протеста против его сексистских высказываний.